# Вицекраљевство Нова Шпанија
Вицекраљевство Нова Шпанија (шп. Virreinato de Nueva España) је била шпанска колонија у Америци која је постојала између 1535. и 1820. године.
Ово вицекраљевство је обухватало територије данашњих држава Аризона, Калифорнија, Колорадо, Северна Дакота, Јужна Дакота, Монтана, Невада, Нови Мексико, Тексас, Оклахома, Вајоминг и Јута у САД, као и територије до Гватемале у Средњој Америци, под чијом су јурисдикцијом биле и Генералне капетаније Кубе и Гватемале, као и територије Флориде, Луизијане и Нутке, са главним градом Мексиком.
Нова Шпанија није имала под својом управом само ове територије, него и архипелаг Филипине у Азији и неколико мањих острва у Океанији, као што је Гвам.
Након пораза који су Шпанцима нанеле трупе Агустина де Итурбидеа и Висентеа Герера, целокупна територија вицекраљевства је стекла независност.
Вицекраљевство Нова Шпанија је непосредна историјска претходница из које је настао данашњи Мексико.